# Jake Fromm
William Jacob Fromm (Warner Robins, 30 luglio 1998) è un giocatore di football americano statunitense che milita nel ruolo di quarterback per i Detroit Lions della National Football League (NFL).

## Carriera

### Buffalo Bills
Fromm al college giocò a football a Georgia dal 2017 al 2019. Fu scelto dai Buffalo Bills nel corso del quinto giro (167º assoluto) del Draft NFL 2020. Il 31 agosto fu svincolato, rifirmando con la squadra di allenamento il giorno successivo.

### New York Giants
Il 30 novembre 2021 Fromm firmò con i New York Giants dopo l'infortunio del quarterback titolare Daniel Jones. Debuttò sostituendo Mike Glennon nel quarto turno della gara contro i Dallas Cowboys il 19 dicembre. Nella settimana 16 disputò la prima partita come titolare contro i Philadelphia Eagles, lanciando 25 yard su 17 passaggi tentati e subendo un intercetto. Concluse la stagione con 27 passaggi completati per 210 yard, un touchdown e 3 intercetti. Il 16 marzo 2022 i Giants non gli rinnovarono il contratto, rendendolo free agent.

### Washington Commanders
Fromm firmò con la squadra di allenamento dei Washington Commanders il 18 ottobre 2022. Il 9 gennaio 2023 firmò un nuovo contratto come riserva.

### Detroit Lions
Fromm firmò con i Detroit Lions il 12 agosto 2024. Fu svincolato il 27 agosto dopo di che il giorno successivo rifirmò con la squadra di allenamento.